# Eclipse Modeling Framework
Eclipse Modeling Framework（EMF）は、構造化データモデルに基づいたモデリング・フレームワークであり、ツールなどのアプリケーションを構築するコード生成ツールである。XMIで記述されたモデルから、Javaクラス群のコード、各種編集を可能とするアダプタークラス群、基本的なエディタを生成する。注釈つきのJavaコード、UML、XML、Rational Rose などでモデルを記述したものを EMF にインポートすることもできる。EMF は EMFに基づいたツールやアプリケーションの相互運用性の基盤を提供する。